# ミツィウ島
ミツィウ島（マダガスカル語、Nosy Mitsio）とは、アフリカ大陸の東のインド洋上、マダガスカル島北端部のすぐ西に存在する小さな島の1つである。

## 地理
ミツィウ島は、おおよそ南緯12度54分、東経48度36分付近に位置しており

、ここはマダガスカル北端部のアンツィラナナ州に属している。島の面積は約29.7 km2、海岸線の長さは約43.4kmである

。
気温は32℃から20℃くらいまでの間で変化する

。
降水は12月から2月の間に集中し、他の時期は乾燥する

。

## 島民の生活
ミツィウ島内には幾つもの小さな漁村が点在している

。
しかし、農業も行われており、コメ、ココナッツ、トウモロコシ、ジャガイモを栽培している

。
そして島内には、1500人から2000人ほどのen:Antakarana人が住んでいる

。
島内には電気も水道も無く、Antakarana人は普通、高床建物のヤシの葉で屋根を作った小さな家に住んでいる

。
これに対して、セメントで固められた床と金属製の屋根を持った家屋は、島内ではほとんど存在していない

。
島内で水が得られないというわけではないものの、水質には問題があって、しばしば腹をこわす

。
なお、Antakarana人は、調理は住居とは別な所で行い、食事は住居内で摂る

。
ちなみに、島内にはラジオ放送局なども存在していない

。

## 主な参考文献
- Nosy Mitsio （maylesinafrica.comのサイト）